# 3793 Leonteus
3793 Leonteus este un asteroid descoperit pe 11 octombrie 1985 de Carolyn Shoemaker și Eugene Shoemaker.